# Mont Tamgout
Le mont Tamgout est une montagne de l'Atlas tellien culminant à 1 252 m d'altitude sur le territoire de la commune d'Akerrou dans la wilaya de Tizi-Ouzou, région de Kabylie, en Algérie. Le village le plus proche de cette montagne est, le chef-lieu de la commune d'Akerrou, Tifrit N'Aït El Hadj.
Le mont Tamgout est entouré du massif du même nom dont la superficie dépasse les 3 800 hectares. 

## Économie
L'élevage est l'activité qui prédomine dans le mont Tamgout. Le cheptel est composé de bovins, dont la plupart des têtes sont élevées pour la production laitière ou la viande. 
Le fromage vacherin « Tamgout » produit dans le village de Tamassit, porte le nom de ce mont.

## Randonnée
Le mont Tamgout est propice à la pratique de la randonnée, soit par le village d’Aït Ouchen, soit par celui d'Alma Guechtoum, quoique plus difficile. 